# Batrachotetrix hemiptera
Batrachotetrix hemiptera is een rechtvleugelig insect uit de familie Pamphagidae. De wetenschappelijke naam van deze soort is voor het eerst geldig gepubliceerd in 1931 door Uvarov.